# 진홍저어새
진홍저어새(Roseate spoonbill)는 따오기아과와 저어새아과의 저어새과에 속하는 섭금류이다. 남아메리카와 북아메리카 모두에서 서식하는 번식용 조류이다. 진홍저어새의 분홍색은 쿠바홍학과 마찬가지로 카로티노이드 색소 칸타잔틴으로 구성된 식단에서 추출한 것이다.

## 묘사
진홍저어새의 길이는 71~86cm이며 날개 길이는 120~133cm, 몸무게는 1.2~1.8kg이다. 발목뼈는 9.7~12.4cm, 부리는 14.5~18cm, 날개 길이는 32.3~37.5cm이므로 다리, 부리, 목, 침방울이 모두 길어 보인다. 성체는 녹색의 맨 머리 ("번식할 때 황갈색")와 흰색 목, 등, 가슴 (번식할 때 중앙에 분홍색 깃털이 있는)을 가지고 있으며, 그렇지 않으면 짙은 분홍색이다. 부리는 회색이다. 심각한 성적 이형성은 없다.
쿠바홍학과 마찬가지로 분홍색은 카로티노이드 색소 칸타잔틴으로 구성된 식단에서 추출된다. 또 다른 카로티노이드인 아스타잔틴도 비행과 신체 깃털에서 발견할 수 있다. 색은 나이, 번식 여부, 위치에 따라 옅은 분홍색에서 밝은 자홍색까지 다양하다. 왜가리와 달리 저어새는 목을 길게 뻗은 채 날아간다. 뻣뻣하고 얕은 날개짓 무리와 활공체를 번갈아 가며 날린다.

## 분포
미국에서는 텍사스주, 플로리다주, 루이지애나주 남서부에서 현지에서 흔히 볼 수 있다. 일반적으로 이 종은 대부분 안데스산맥 동쪽의 남아메리카와 카리브해, 중앙아메리카, 멕시코, 미국 걸프 연안, 적어도 북쪽으로는 사우스캐롤라이나주의 머틀비치까지 NASA 케네디 우주 센터와 인접한 플로리다주의 메리트 아일랜드 국립 야생동물 보호구역 중부 대서양 연안에서 발견된다.
18세기와 19세기의 깃털 사냥으로 인해 진홍저어새는 거의 멸종위기에 처했다. 그러나 수십 년간의 보존 노력과 기후 변화의 영향으로 21세기에 진홍저어새의 범위가 상당히 확대되었다.  예를 들어, 이 종은 2011년 조지아주에서 처음으로 번식하는 것으로 기록되었다. 또한 1970년대 이후 사우스캐롤라이나주에서 이 새의 존재가 크게 확대되었으며 미시간주과 위스콘신주에서 이 새가 한 번 목격되기도 했다. 위스콘신주에서 마지막으로 기록된 새의 기록은 1845년 록 카운티에서 죽은 표본의 기록이었다. 178년 후인 2023년 7월 27일, 출입이 제한된 캣 아일랜드 코즈웨이에서 조류 조사를 하던 승무원이 표본을 발견하면서 역사적으로 다시 모습을 드러냈다.

## 행동

### 먹이
진홍저어새의 먹이 찾기 습관 외 행동에 대해서는 알려진 바가 거의 없다. 이 종은 얕은 담수 또는 해안가에서 종종 무리를 지어 물속을 꾸준히 걸을 때 좌우로 흔들며 먹이를 먹다. 또한 숟가락 모양의 이 부리를 사용하면 진흙 속을 쉽게 체로 걸러낼 수 있다.
이 새는 갑각류, 식물 재료의 일부, 수생곤충, 연체동물, 개구리, 영원, 그리고 큰 물떼새가 무시하는 아주 작은 물고기 (미꾸라지 등)를 잡아먹는다. 브라질의 연구원들은 바다/담수 서식지에서 먹이를 찾는 물고기, 곤충, 갑각류, 연체동물, 씨앗으로 구성된 진홍저어새 사료를 발견했다. 이러한 서식지 특성화는 백로를 찾는 행동의 상대적 가소성과 결합하여 번식기 동안 두 종의 경쟁을 최소화할 수 있게 해준다. 진홍저어새는 쇠백로, 대백로, 삼색왜가리, 아메리카흰사다새와 같은 다른 담수 조류와 먹이를 놓고 경쟁해야 한다. 진홍저어새는 저어새의 퇴적물 교란으로 인해 백로 (추적자)가 먹이를 더 많이 이용할 수 있기 때문에 공생적인 "몰이꾼-추적자" 관계에서 먹이를 찾을 때 백로가 뒤따르는 경우가 많다.

### 번식
진홍저어새는 관목이나 나무에 둥지를 틀고 종종 맹그로브를 이루며 갈색 반점이 있는 2~5개의 알을 낳는다. 미성숙한 새는 흰색의 깃털 머리를 가지고 있으며 깃털의 분홍색이 더 창백하다. 부리는 노란색 또는 분홍색이다. 터키콘도르, 흰머리수리, 라쿤, 붉은불개미에 의해 둥지가 죽기도 한다.